# True World Order
True World Order – dziewiąty album studyjny Juniora Reida, jamajskiego wykonawcy muzyki roots reggae i dancehall.
Płyta została wydana w roku 1997 przez J.R. Productions, własną wytwórnię Reida. Wokalista zajął się również produkcją krążka.

## Lista utworów
1. "Madana"
2. "Them Start The War"
3. "Vision"
4. "Crime Monster"
5. "Victim" feat. Anthony B
6. "Place To Stay"
7. "Fuss & Fight" feat. Bounty Killer
8. "Every Man Have Them Time"
9. "Weh Dem A Go Do"
10. "Wings Of The Wind"
11. "What If" feat. Big Youth
12. "I Am The One" feat. Masa Kool
13. "Who Steal The Mony From The Bank"
14. "Rose Where Is Your Clothes"
15. "Tribulation"
16. "Sign"
17. "Bottomless Pit"
18. "True World Order"

## Muzycy
- Paul "Jazzwad" Yebuah - gitara
- Chris Meredith - gitara basowa
- Aston "Familyman" Barrett - gitara basowa
- Anthony Thomas - perkusja
- Lincoln "Style" Scott - perkusja
- Felix "Deadly Headley" Bennett - saksofon
- Heather Cummings - chórki